# Handschuhe (Reichskleinodien)

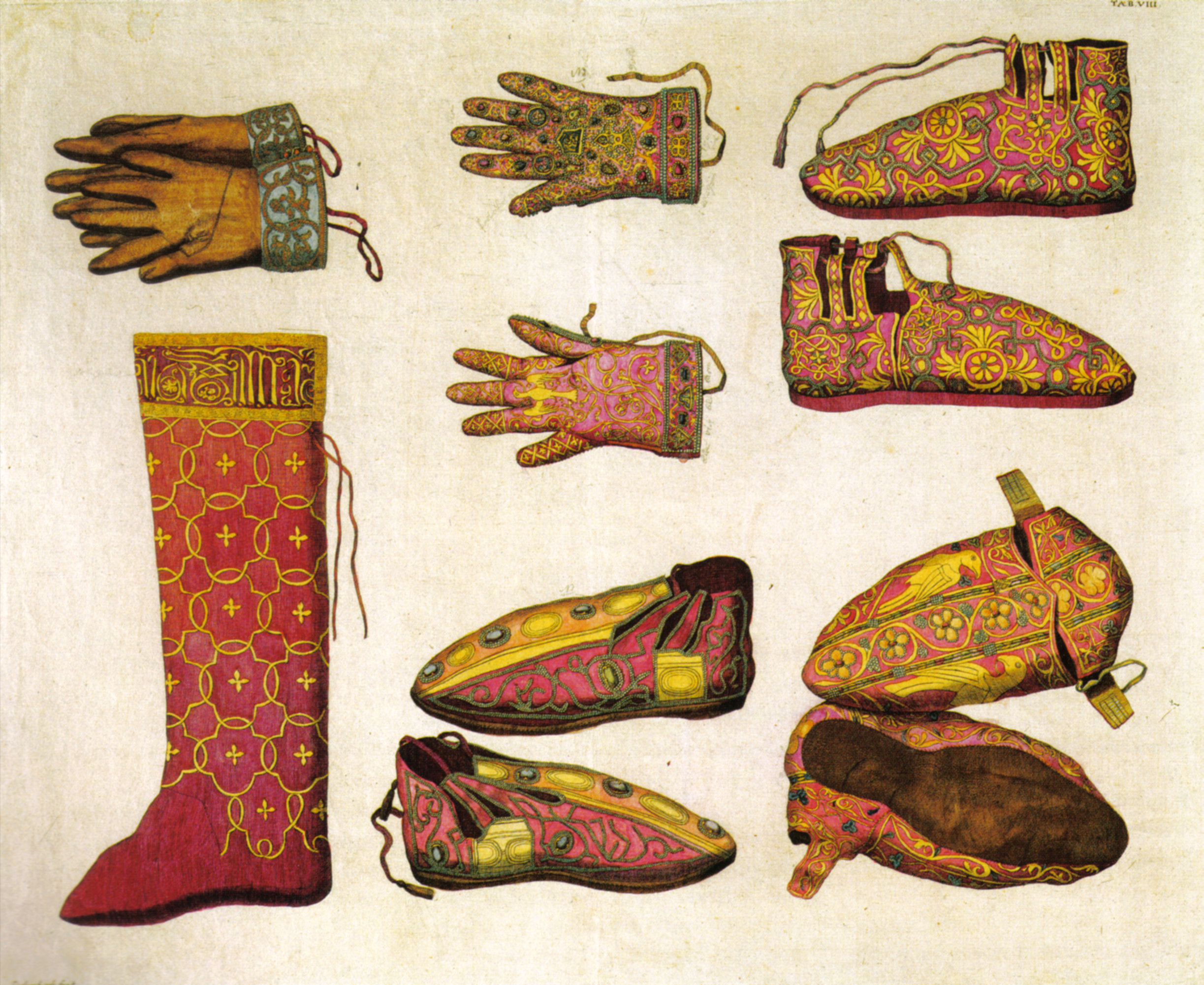
Zwei Paar Handschuhe (oben) auf einem Stich von Johann Adam Delsenbach von 1790

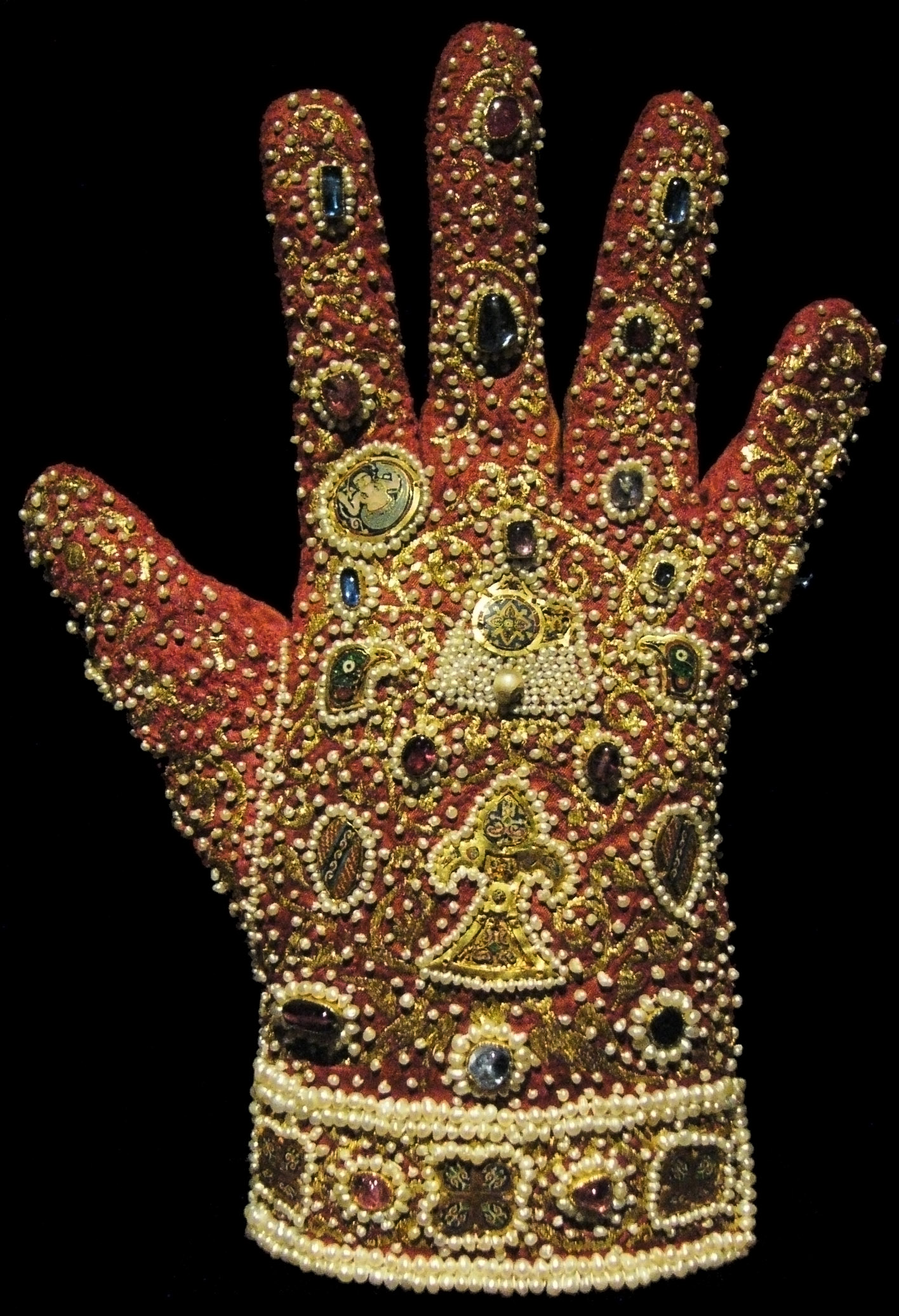
Einer der Handschuhe, Palermo, vor 1220

Die Handschuhe  sind ein Teil des Krönungsornats der römisch-deutschen Kaiser. Sie wurden in den königlichen Werkstätten in Palermo, den Nobiles Officinae, um 1220 nach Christus hergestellt.

## Aussehen
Die Handschuhe sind aus Samt, mit Goldstickerei, Niello, Perlen und eingesetzten Edelsteinen.
Die Handschuhe befinden sich seit dem späten 18. Jahrhundert in der Wiener Schatzkammer. Ihre Inventarnummer ist SK_WS_XIII_11.